# Passo Sodk
Il passo Sodk, anche passo Kalbajar, è un valico di montagna posto a quota 2366 m che collega l'Armenia all'Azerbaigian (precedentemente alla repubblica dell'Artsakh) e più specificatamente i villaggi di Sodk (regione di Gegharkunik) e di Chapni (ex regione di Šahowmyan, ora distretto di Xocavənd).
Dal 2011 la strada in terra battuta e impraticabile per quasi tutta la stagione invernale era oggetto di lavori di ammodernamento e riqualificazione. Finanziate in parte dallo Stato ma per la maggior parte da Fondi di assistenza della Diaspora armena, queste opere prevedono non solo la asfaltatura dei circa venticinque chilometri che interessano il passo ma anche la riqualificazione di tutti i 116 km di collegamento statale tra Martakert e la città di Vardenis (Gegharkunik) in Armenia, nonché opere di consolidamento, di protezione e di segnaletica.
La nuova strada, costata complessivamente 36 milioni di dollari, è stata inaugurata il primo settembre 2017 in occasione del 26º anniversario dell'indipendenza dell'Artsakh.
Questo importante intervento di riqualificazione, che ha trasformato il vecchio accesso al passo Sodk in una statale carrozzabile e sicura, percorribile agevolmente durante tutto l'anno, ha quindi permesso l'apertura di un secondo collegamento fra i due Stati con un risparmio di chilometri percorsi e di tempo di spostamento: prima di questo nuovo collegamento, infatti, l'unica via asfaltata di accesso era rappresentata dalla statale che collega Goris (Armenia, provincia di Syunik) a Berdzor (ex Artsakh, regione di Kashatagh, ora Laçın, distretto di Laçin, Azerbaigian).
Il passo Sodk fu teatro di violenti scontri nel corso della battaglia di Kelbajar durante la prima guerra del Nagorno Karabakh.